# Nelson (Pferd)

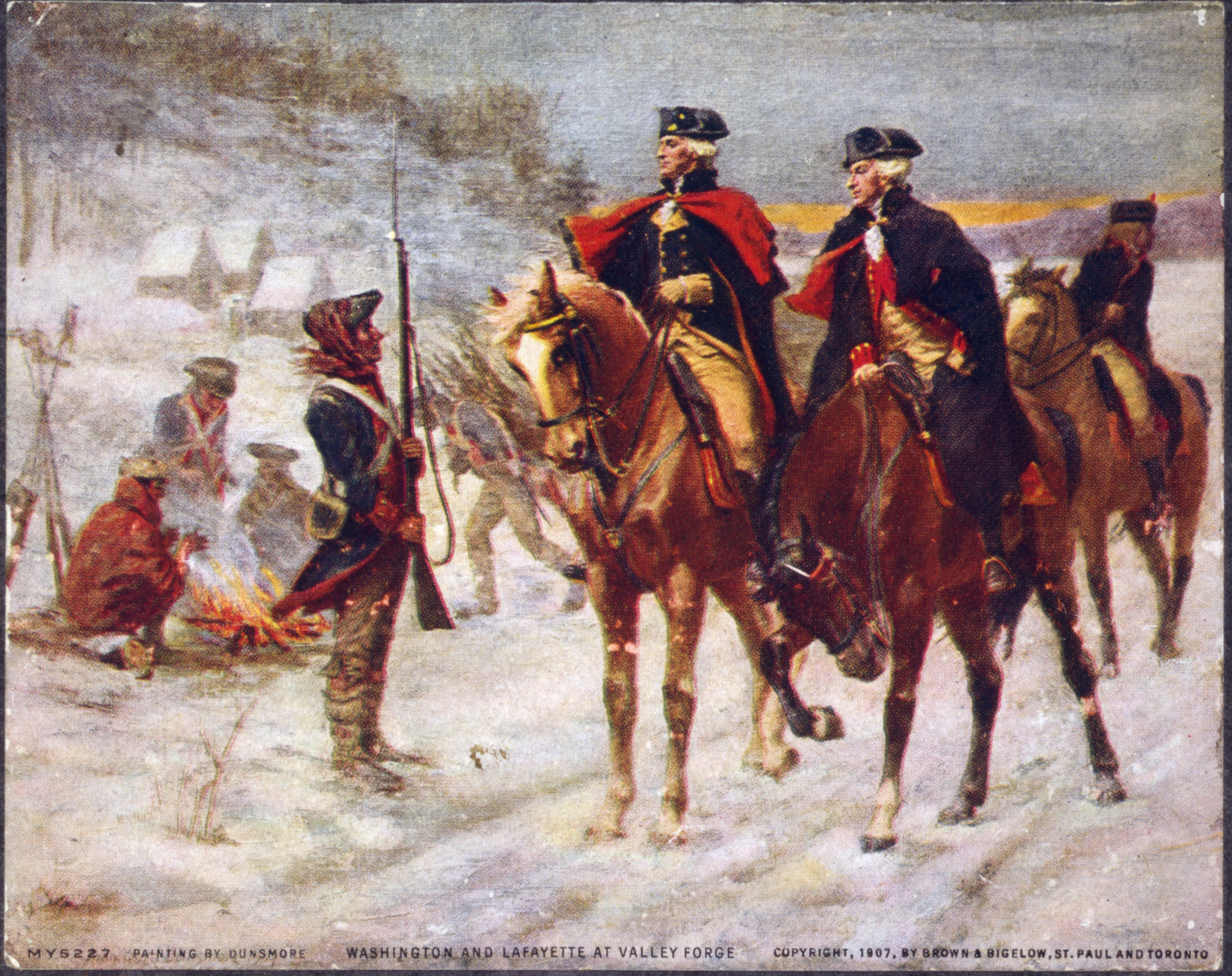
Washington (links) auf Nelson bei Valley Forge

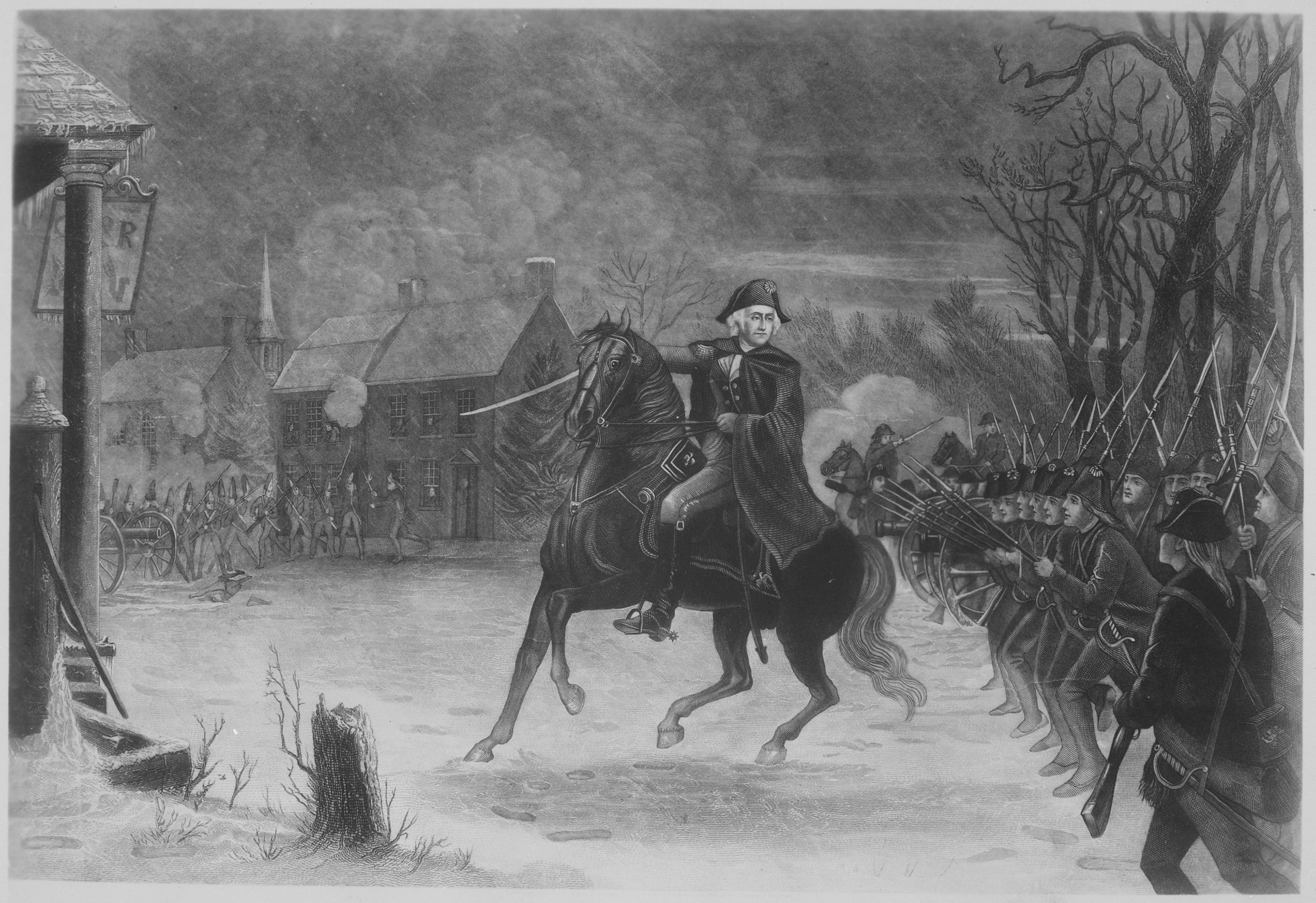
„Washington at the Battle of Trenton“

Nelson, auch bekannt als Old Nelson (geboren 1763; gestorben 1790), war ein Pferd im Besitz von George Washington. Der Fuchs mit breiter Blesse und weißen Füßen war neben Blueskin eines der Pferde, das er während der Amerikanischen Unabhängigkeitskriege ritt.

## Leben
Nelson wurde 1763 geboren. Es gelangte 1778 durch Schenkung in den Besitz von Washington. Washington benannte es nach dem Vorbesitzer Thomas Nelson aus Virginia, der ihm das Pferd in New York überreichte. Es war eines der Lieblingspferde von Washington während der Amerikanischen Unabhängigkeitskriege, weil es sich nicht durch Gewehrschüsse verunsichern ließ. Nach dem Krieg ritt er nicht mehr auf dem Pferd. Nelson und Blueskin verbrachten ihren Lebensabend in Mount Vernon. Nelson verstarb 1790 im (für die damalige Zeit) hohen Alter von 27 Jahren. Einige Quellen sprechen von einer unabsichtlich beigefügten Schussverletzung am Rücken, die zu seinem Tode geführt haben soll.
Washington war als begabter Reiter bekannt und wurde dementsprechend oft auf dem Rücken eines seiner Pferde dargestellt. Zwar ist es meistens Blueskin, auf dem er zu sehen ist, doch sind auch einige Bilder mit Nelson bekannt.